# اچ‌ام‌اس دیدو (۱۸۹۶)
اچ‌ام‌اس دیدو (۱۸۹۶) (به انگلیسی: HMS Dido (1896)) یک کشتی بود که طول آن ۳۵۰ فوت (۱۰۶٫۷ متر) بود. این کشتی در سال ۱۸۹۶ ساخته شد.